# Och vinnaren är…
och vinnaren är… är Veronica Maggios andra studioalbum, utgivet den 26 mars 2008 hos Universal Music. Albumet producerades av Oskar Linnros. Tre singlar släpptes från albumet, "Måndagsbarn", "Stopp" och "17 år".

## Låttexter
Materialet på skivan skrev Veronica Maggio tillsammans med Oskar Linnros, som blev hennes pojkvän i samband med inspelningen. Många låttexter har mer eller mindre direkt koppling till Veronicas egen uppväxt. Maggio berättade i en intervju att "den här skivan utgår bara från mig själv". Låten "17 år" handlar om Maggios tonårsperiod och innehåller rader som "Jag satt vid Fyrisån och dödade tid" och "Jag ville inte va den som blev kvar…". Maggio sade att "varenda rad är sann." Tankar kring den större stadens avigsidor (Maggio flyttade från Uppsala till Stockholm vid 22 års ålder) lyser igenom i låten "I staden växer inga blommor".

## Mottagande
Albumet fick blandade recensioner.
Aftonbladets Jenny Seth ger Maggio fyra plus av fem och skriver i sin recension: "Via lån från Amy Winehouse, Kaah, Four Tops och Orup har duon skapat en modern svensk soulklassiker." Nanushka Yeaman från Dagens Nyheter ger också betyg 4 av 5, och beskriver albumet på följande sätt: "Med full kontroll och osviklig energi svingar sig Maggio och hennes gyllene röst genom ämnen som vardagstristess, apokalyps och svartsjuka utan att någonsin tappa festkänslan /../ Så här roligt har vi inte haft sedan Gimmicks golvade oss med svensk sambasoul."
Maria G Francke från Sydsvenska dagbladet är desto mer kritisk till Maggios andra studioalbum, och beskriver albumet som "En besynnerlig blandning av 60-talsschlager och 2000-talets ”alla kan”-trend." och ger skivan 2 av 5 möjliga. "Nu har Veronica lämnat det väna poppiga bakom sig för att helt ohämmat syssla med eh… svensk, vit soul. Ja, det är lika boring som det låter. Resultatet är tunt och blekt." Det skriver Quetzala Blanco i Expressen, hon ger albumet 2 getingar av 5. Björn Stefansson från Värmlands Folkblad är desto positivare i sin recension av albumet, han ger den fyra av fem möjliga och kallar det för "bitvis sensationellt" och avslutar med meningen "Hon känns som en vinnare". I Metro skriver Sara Thorstensson "De ganska banala men träffsäkra texterna tillsammans med hennes alldeles egna lekfulla pophybrid sätter sig och sprider värme i kroppen" Och Helsingborgs Dagblads Karin Fredriksson kallar Maggio för en "kaxig helylle-version av Amy Winehouse".

## Låtlista
1. Vinnaren - 2:33
2. Gammal sång - 3:27
3. Ingen kommer undan - 1:47
4. Stopp - 3:06
5. I staden växer inga blommor - 2:44
6. Dröm - 1:01
7. V för Vendetta - 3:34
8. Måndagsbarn - 3:25
9. Jajaja - 3:18
10. 17 år - 3:40
11. Inget kan ändra på det - 3:24
12. Ridå - 0:40

Alla låtar är skrivna av Veronica Maggio och Oskar Linnros.

## Singlar
- Måndagsbarn - 2008
- Stopp - 2008
- 17 år - 2008

## Medverkande
- Sångerska - Veronica Maggio
- Bakgrundssång - Linn Segolsson & Veronica Maggio
- Musik - Kihlen
- Text & melodi - Veronica Maggio & Kihlen
- Bas - Robert Elovsson
- Piano - Robert Elovsson
- Stråkar - Malin My Nilsson
- Klarinett - Robert Elovsson
- Blåsinstrument - Karl Ekström, David Wärmegård
- Orgel - Robert Elovsson
- Övriga instrument - Kihlen

### Produktion
- Mixning - Jonas Nordelius
- Mastering - Björn Engelmann
- A&R - Anders Johansson
- Form - Henke Walse
- Foto - Peter Alendahl
- Kläder - Nette Sandström

## Listplaceringar och försäljning
| Lista   | Topplacering | Antal veckor |
| ------- | ------------ | ------------ |
| Norge   | 7            | 24           |
| Sverige | 7            | 77           |

3 april 2008 gick och vinnaren är… in på Sverigetopplistan, på plats 12, där den som bäst nådde en sjundeplacering. Albumet låg därefter på listan fram till 23 november 2009 (med ett avbrott mellan 081127 och 090102) – i totalt 77 veckor – det 18:e längst placerade albumet sedan listans start 1975 (och 21:e album, räknat i rankningspoäng).
| Sverige Top 60 |    |    |    |    |    |    |    |    |    |    |    |    |    |    |    |    |    |    |    |    |    |    |    |    |    |    |    |    |    |    |
| 2008           | 01 | 02 | 03 | 04 | 05 | 06 | 07 | 08 | 09 | 10 | 11 | 12 | 13 | 14 | 15 | 16 | 17 | 18 | 19 | 20 | 21 | 22 | 23 | 24 | 25 | 26 | 27 | 28 | 29 | 30 |
| Position       | 12 | 20 | 22 | 27 | 25 | 24 | 16 | 27 | 30 | 28 | 27 | 39 | 45 | 42 | 47 | 49 | 40 | 30 | 24 | 15 | 10 | 14 | 20 | 17 | 19 | 28 | 26 | 21 | 28 | 28 |
| Vecka          | 31 | 32 | 33 | 34 | 35 | 36 | 37 | 38 | 39 | 40 | 41 | 42 | 43 | 44 | 45 | 46 | 47 | 48 | 49 | 50 | 51 | 52 | 53 | 54 | 55 | 56 | 57 | 58 | 59 | 60 |
| Position       | 28 | 33 | 33 | 45 | 59 | 52 | 48 | 31 | 31 | 23 | 12 | 10 | 7  | 13 | 15 | 14 | 13 | 23 | 26 | 14 | 17 | 13 | 8  | 9  | 10 | 11 | 14 | 16 | 15 | 11 |
| Vecka          | 61 | 62 | 63 | 64 | 65 | 66 | 67 | 68 | 69 | 70 | 71 | 72 | 73 | 74 | 75 | 76 | 77 |    |    |    |    |    |    |    |    |    |    |    |    |    |
| Position       | 12 | 21 | 23 | 19 | 18 | 15 | 15 | 18 | 12 | 16 | 21 | 25 | 47 | 47 | 46 | 51 | 58 |    |    |    |    |    |    |    |    |    |    |    |    |    |

Albumet sålde 70 000 exemplar i Norden, vilket motsvarade platina.